# 2009 en baseball
| Années du baseball : 2006 - 2007 - 2008 - 2009 - 2010 - 2011 - 2012    |
| Décennies du baseball : 1970 - 1980 - 1990 - 2000 - 2010 - 2020 - 2030 |

Les faits marquants de l'année 2009 en Baseball

## Champions

### Ligue majeure de baseball
- Saison régulière : 
  - Ligue américaine
    - Division Est : Yankees de New York
    - Division Centrale : Twins du Minnesota
    - Division Ouest : Angels d'Anaheim

  - Ligue nationale
    - Division Est : Phillies de Philadelphie
    - Division Centrale : Cardinals de Saint-Louis
    - Division Ouest : Dodgers de Los Angeles

- Série mondiale : Yankees de New York

### Ligues mineures
- Niveau AAA
  - Ligue internationale : Durham Bulls
  - Ligue de la côte du Pacifique : Memphis Redbirds

- Niveau AA
  - Ligue de l'Est : Akron Aeros
  - Ligue du Sud : Jacksonville Suns
  - Ligue du Texas : Midland RockHounds

### Championnat universitaire
- College World Series Division I : LSU Tigers

### International
- Classique mondiale de baseball : Japon
- Coupe du monde de baseball : États-Unis
- Série des Caraïbes : Tigres del Licey (République dominicaine)
- Coupe d'Europe de baseball : Nettuno Baseball (Italie)
- Série d'Asie : Yomiuri Giants

### Championnats nationaux
- Championnat du Japon de baseball : Yomiuri Giants
- Organisation coréenne de baseball : Kia Tigers
- Ligue chinoise professionnelle de baseball : Uni-President 7-Eleven Lions
- Ligue mexicaine de baseball : Saraperos de Saltillo
- Championnat de Cuba de baseball : Vaqueros de La Havane
- Championnat de Colombie de baseball : Caimanes de Barranquilla
- Ligue vénézuélienne de baseball professionnel : Tigres de Aragua
- Championnat des Pays-Bas de baseball : Neptunus
- Championnat d'Italie de baseball : Fortitudo Baseball
- Championnat de France de baseball Élite : Huskies de Rouen
- Championnat d'Allemagne de baseball : Heidenheim Heideköpfe
- Championnat d'Espagne de baseball : Marlins Puerto de la Cruz
- Championnat de Grande-Bretagne de baseball : Bracknell Blazers
- Championnat de Belgique de baseball : Brasschaat Braves
- Championnat de Suisse de baseball : Flyers Therwil

## Événements

### Janvier
- 12 janvier : les joueurs de champ gauche Jim Rice et Rickey Henderson sont élus au Temple de la renommée du baseball.
- 25 janvier : les Caimanes de Barranquilla remportent le Championnat de Colombie[1].

### Février
- 7 février : les Vénézuéliens de Tigres de Aragua remportent la Série des Caraïbes 2009[2].
- 9 février : Alex Rodriguez admet avoir fait usage de stéroïdes quand il évoluait chez les Rangers[3].

### Mars
- 4 mars : après de longues négociations, Manny Ramirez et les Dodgers de Los Angeles trouvent un accord à hauteur de 45 millions de dollars pour deux saisons[4].
- 5 mars : le Japon s'impose 4-0 face à la Chine en ouverture de la Classique mondiale de baseball qui se tient jusqu'au 23 mars[5].
- 7 mars : victoire surprise 3-2 des Pays-Bas face à la République dominicaine en ouverture du groupe D de la Classique mondiale de baseball 2009[6].
- 8 mars : nouvelle surprise lors de la Classique mondiale de baseball 2009 avec la victoire 17-7 de l'Australie sur le Mexique au Foro Sol de Mexico[7].
- 9 mars : à chaque journée sa surprise à l'occasion de la Classique mondiale de baseball 2009. Le Canada est éliminé de la compétition par l'Italie à Toronto (6-2)[8]. Le match le plus attendu était l'opposition entre les Pays-Bas et Porto Rico. Les Néerlandais ont longtemps mené au score 1-0 avant de concéder trois points en huitième manche[9].
- 10 mars : deux fois! Les Pays-Bas sortent la République dominicaine de la Classique mondiale de baseball 2009 en s'imposant 2-1 en 11 manches[10].
- 18 mars : le dernier carré de la Classique mondiale de baseball 2009 est connu : Venezuela, États-Unis, Japon et Corée du Sud restent en lice.
- 21 mars : la Corée du Sud se qualifie pour la finale de la Classique mondiale de baseball 2009 en s'imposant 10-2 contre le Venezuela[11].
- 22 mars : le Japon se qualifie pour la finale de la Classique mondiale de baseball 2009 en s'imposant 9-4 contre les États-Unis[12].
- 23 mars : le Japon remporte la Classique mondiale de baseball 2009 en s'imposant 5-3 en dix manches contre la Corée du Sud[13].
- 24 mars : ouverture du Championnat du Mexique (LMB).
- 28 mars : ouverture du Championnat de Taïwan.
- 29 mars : ouverture du Championnat de France.
- 31 mars : ouverture de la Coupe d'Europe de baseball, nouvelle formule.

### Avril
- 1er avril : les champions de France, les Huskies de Rouen, signent deux succès en cette journée de Coupe d'Europe[14] face aux champions d'Espagne, les Marlins Puerto de la Cruz (2-0), puis contre les champions des Pays-Bas, les Amsterdam Pirates (8-5 en 6 manches, match interrompu par la pluie). Il s'agit de la première victoire française en Coupe d'Europe face à un club néerlandais[15].
- 3 avril : ouverture du Championnat du Japon.
- 3 avril : deux matchs amicaux (New York Mets - Boston Red Sox et New York Yankees - Chicago Cubs) inaugurent les nouvelles enceintes new-yorkaises du Citi Field et du New Yankee Stadium.
- 4 avril : ouverture du Championnat de Corée du Sud.
- 5 avril : ouverture de la saison MLB. Le match inaugural oppose les Phillies de Philadelphie, tenants du titre, aux Braves d'Atlanta.
- 5 avril : ouverture du Championnat d'Allemagne.
- 10 avril : ouverture du Championnat d'Italie.
- 11 avril : ouverture du Championnat des Pays-Bas.

### Mai
- 7 mai : contrôlé postitif à la gonadotrophine chorionique humaine (hCG), Manny Ramírez écope d'une suspension de 50 matches[16]. Manny perd 2,37 millions de dollars de salaire cette saison et 6,8 millions sur son contrat de quatre ans en raison de cette suspension[17]. Il retrouvera les terrains le 3 juillet.

### Juin
- 21 juin : les Italiens de Nettuno Baseball remportent l'édition 2009 de la Coupe d'Europe de baseball.

### Juillet
- Match des étoiles de la Ligue majeure de baseball 2009, le 14 juillet à Saint-Louis
- Introduction de Joe Gordon au Baseball Hall of Fame, en juillet (date à définir)

### Août
- 19 août : Fortitudo Baseball est champion d'Italie.
- 29 août : Saraperos de Saltillo remporte le titre de champion du Mexique en s'imposant en finale contre Tigres de Quintana Roo.
- 29 août : Neptunus est sacré champion des Pays-Bas.

### Septembre
- 27 septembre : les États-Unis remportent la Coupe du monde en s'imposant 10-5 en finale face à Cuba. Le Canada termine troisième.

### Octobre
- 11 octobre : les Huskies de Rouen enlèvent leur cinquième titre de champion de France consécutif en remportant la finale par trois victoires pour une défaite face aux Lions de Savigny-sur-Orge.
- 24 octobre : les Kia Tigers remportent le Championnat de Corée.

### Novembre
- 4 novembre : les Yankees de New York enlèvent leur 27e série mondiale en s'imposant par quatre victoires à deux face aux tenants du titre, les Phillies de Philadelphie.
- 7 novembre : les Yomiuri Giants remportent le Championnat du Japon.
- 14 novembre : les Japonais de Yomiuri Giants remportent la Série d'Asie 2009 face aux Coréens Kia Tigers à Nagasaki (9-4).
- 30 novembre : Derek Jeter des Yankees de New York est désigné Sportif de l'année par l'hebdomadaire Sports Illustrated[18].

### Décembre
- 7 décembre : Whitey Herzog et Doug Harvey sont élus au Temple de la renommée du baseball[19].

## Principaux décès
- 9 janv. : Dave Roberts
- 22 janv. : Bill Werber
- 28 févr. : Tom Sturdivant
- 17 mars : Whitey Lockman
- 24 mars : George Kell
- 25 mars : Johnny Blanchard
- 30 mars : Herman Franks
- 9 avril : Nick Adenhart
- 8 mai : Dom DiMaggio
- 5 juin : Richard Jacobs
- 14 juin : Hal Woodeshick
- 17 juin : Dusty Rhodes
- 20 juillet : Carlton Willey
- 17 août : Davey Williams
- 13 septembre : Lonny Frey
- 10 octobre : Larry Jansen
- 30 octobre : Howie Schultz